# 국제관개배수위원회
국제관개배수위원회(國際灌漑排水委員會, International Commission on Irrigation and Drainage, ICID)는 1950년에 인도에서 설립되어 사무국을 인도 뉴델리에 두고 관개, 배수, 홍수조절, 환경 등을 다루는 비정부간 국제단체이다. 2002년 현재 69개 회원국이 있다.
대한민국은 1969년에 당시의 토지개량조합연합회가 가입하였으며, 1992년부터는 사단법인 한국관개배수위원회가 한국을 대표하고 2001년에는 ICID 제52차 집행위원회를 서울에서 개최하였다.
2009년 인도 뉴델리에서 열린 ICID(국제관개배수위원회) 이사회에서 2014년 ICID 총회를 대한민국에서 열기로 결정했다.